# プレントン駅
プレントン駅（プレントンえき、マレー語:Stesen Plentong）は、マレーシアのジョホール州プレントンにある、マレー鉄道パシール・グダン支線の駅である。

## 概要
国道17号線沿いに駅がある。
パシール・グダン支線は貨物列車のみの運行であるため、客扱いは無い。

## 駅構造
単式ホーム1面1線をもつ地上駅である。駅舎は南西側にあり、ホームに面している。北東側に行違線があり列車交換ができる。